# Parti national paysan (Roumanie)
Pour les articles homonymes, voir Parti national paysan.
Le Parti national paysan (en roumain Partidul Național Țărănesc) était un parti de Roumanie issu de la fusion en 1926 du Parti national roumain de Transylvanie (présidé de Iuliu Maniu) et du Parti paysan de l'ancien royaume de Roumanie (présidé de Ion Mihalache). Le parti s'est affirmé entre les deux guerres comme alternative au gouvernement du Parti national libéral.
Le parti était actif entre 1926 et 1947, avec une interruption d'activité officielle lors de la dictature entre 1938 et 1944. Un groupe d'ex-membres a créé, en 1990, le Parti national paysan chrétien-démocrate, mais un changement d'orientation l'a mené à changer d'idéologie et de nom de parti ; il est devenu le Parti populaire chrétien-démocrate. Cet article ne couvre que l'activité du parti dans la période de l'entre-deux-guerres.

## Membres notables
- Iuliu Maniu
- Armand Călinescu
- Nicolae Carandino
- Gheorghe Mironescu